# Bayerska militärförtjänstorden

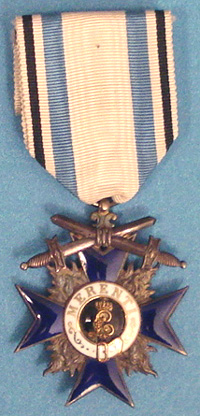
Bayerska krigsförtjänstkorset av fjärde klassen med svärd.

Bayerska militärförtjänstorden instiftades av Ludvig II den 19 juli 1866. Den delades ut till militärer som hade utmärkt sig i krig men även till civilpersoner som stött den bayerska armén.